# Антуан Мазайрак
Антуан Мазайрак (нід. Antoine Mazairac, 24 травня 1901 — 11 вересня 1966) — нідерландський велогонщик.
Срібний призер Олімпійських Ігор 1928 року в спринті.